# Syskonsyng"ja
La Syskonsyng"ja (in russo Сысконсынгъя?) è un fiume della Russia siberiana occidentale, affluente di destra della Severnaja Sos'va (bacino idrografico dell'Ob'). Scorre nel Berëzovskij rajon del Circondario autonomo degli Chanty-Mansi-Jugra.
Il fiume ha origine dalla palude Man'-Tosam"enk e scorre in direzione prevalentemente nord-orientale, nel basso corso parallelamente alla Malaja Sos'va. Sfocia nella Severnaja Sos'va a 163 km dalla foce. La lunghezza del fiume è di 192 km, il bacino imbrifero è di 2 430 km².